# Уэно (зоопарк)
Уэно (яп. 恩賜上野動物園 Онси Уэно до:буцуэн, «Высочайше пожалованный зоопарк Уэно») — зоопарк в Токио (Япония). Самый старый зоопарк в стране, открыт в 1882 году. По мнению Forbes, входит в число 15 лучших зоопарков планеты.

## Описание
Площадь самого старого зоопарка Японии составляет 14,3 гектара (0,143 км²). Он расположен на территории одноимённого парка недалеко от одноимённой железнодорожной станции.
По состоянию на 2014 год в зоопарке Уэно живут более 2600 животных 464 видов. Много особей суматранских тигров и западных равнинных горилл, которые живут в современных клетках, где условия максимально приближены к естественным: «Тигровый лес» и «Горилловые леса», соответственно. С 1992 года до своей смерти в 2008 году в зоопарке жила большая панда по имени Линг-Линг. Несмотря на имя, переводимое с китайского как «любимая маленькая девочка», эта панда была самцом; являлась символом не только зоопарка Уэно, но и вообще китайско-японской дружбы; по состоянию на 1992 год (момент дарения Китаем) была единственным представителем этого вида, официально принадлежащим Японии. В апреле 2008 года, когда Линг-Линг умер, в Японии официально находились восемь больших панд, но все они были стандартно (на 10 лет) арендованы у Китая. После смерти Линг-Линга зоопарк Уэно остался без единой большой панды впервые с 1972 года; два животных этого вида были привезены в зоопарк из заповедника Волун лишь в феврале 2011 года. По традиции, привезённым самцу и самке дали новые редуплицированные имена, выбранные общим голосованием. За каждую из этих панд, которые, как это принято, взяты в аренду, зоопарк платит Китаю по 950 тысяч долларов ежегодно.
На территории зоопарка стоят древние пятиэтажная пагода и чайный дом. В зоопарке действует монорельсовая дорога — самый старый монорельс в стране (запущен в 1958 году). На пруду Синобадзу обитают большие бакланы, ранее встречавшиеся в Японии повсеместно, но ныне довольно редкие.
На территории зоопарка расположен Национальный музей природы и науки. У входа выстроена модель синего кита (самое большое животное на Земле) в натуральную величину.
В связи с нахождением в сейсмоопасной зоне раз в год в зоопарке проводятся учения по поимке сбежавших животных, при этом зверей изображают сами сотрудники, переодевающиеся в соответствующие костюмы, и зоопарк в этот день открыт для посещения.
Зоопарк закрыт по понедельникам (по вторникам, если на понедельник выпадает праздничный день) и с 29 декабря по 1 января. Часы работы: с 9-30 до 17-00. Входной билет стоит 600 иен (для лиц от 16 до 64 лет, остальным дешевле), бесплатные дни — 20 марта, 4 мая и 1 октября. Большинство надписей дублировано на английском языке, за дополнительную плату можно взять аудио-гид на английском языке. Предусмотрена детская зона, где малыши могут пообщаться и даже погладить коз, свиней, гусей и других домашних животных.

## История
Зоопарк Уэно был открыт 20 марта 1882 года. Изначально земля, на которой он расположился, принадлежала императорской семье, но в 1924 году она была пожертвована муниципальному правительству по случаю женитьбы будущего императора, а тогда ещё принца Хирохито.
Летом 1943 года, во время Второй мировой войны, по распоряжению Императорской армии все дикие (опасные для человека) животные были умерщвлены, чтобы избежать хаоса на улицах города, в случае если вражеские бомбы разрушат клетки и животные смогут вырваться на волю. Просьбы сотрудников зоопарка об отмене этого приказа или хотя бы об эвакуации животных были отклонены. Некоторые дикие звери были отравлены, другие задушены, а некоторых просто заморили голодом: всего 27 животных, в том числе все три слона. В декабре 1943 года по безвинно загубленным животным была проведена поминальная служба. Снова слон появился в зоопарке лишь в сентябре 1949 года: самку по имени Индира встретили около двух тысяч любопытствующих, а на следующий день зоопарк едва смог вместить всех желающих — на слониху пришло посмотреть около 10 тысяч человек.
Вскоре после бомбёжки Токио в марте 1945 года японцы поместили пленённого американского военного пилота Рэя «Хэпа» Хэллорана (1922—2011) в пустующую тигриную клетку. Пилота полностью раздели и выставили на обозрение всем посетителям зоопарка.
В 1956 году посетившего зоопарк императора Хирохито приветствовала рукопожатием шимпанзе по имени Сьюзи. В 1975 году в зоопарке был установлен мемориал в память об убитых по приказу армии диких зверях в 1943 году. В 1999 году открылся «Вивариум», в котором можно полюбоваться на редких рыб, крокодилов, черепах, змей и лягушек.